# Joichi Ito
 (novembre 2023).
Si vous disposez d'ouvrages ou d'articles de référence ou si vous connaissez des sites web de qualité traitant du thème abordé ici, merci de compléter l'article en donnant les références utiles à sa vérifiabilité et en les liant à la section « Notes et références ».
Jōichi Itō ou Joichi Ito (伊藤穰一, Itō Jōichi, né le 19 juin 1966 ()), connu sous le nom de Joi Ito, est un  entrepreneur japonais, investisseur en capital risque. Il a habité aux États-Unis une grande partie de son enfance, ce qui lui donne une double culture.
Ito est reconnu pour son rôle dans le milieu de l'Internet et des compagnies de technologie. Il a fondé plusieurs sociétés qui ont eu un rôle essentiel dans les débuts d'Internet au Japon, comme PSINet Japon, Digital Garage et Infoseek Japon. Ito s'est aussi engagé dans de nombreuses sociétés américaines, en investissant dans leurs débuts comme pour Twitter, Six Apart, Technorati, Flickr, Dopplr, Last.fm, ou en entrant dans leur conseil de direction, comme celui de Mozilla. Il est le président (chairman) de Creative Commons depuis 2006 (il en a aussi été le CEO pendant 2 ans). Il est en outre directeur du MIT Media Lab de 2011 à 2019, année durant laquelle il doit démissionner de cette fonction et de plusieurs autres à la suite des conséquences de l'affaire Epstein.
Il gère un blog, un wiki et un canal IRC et contribue au Tokyo Metroblogging.

## Biographie

### MIT Media Lab
En 2011, Joichi Ito devient directeur du MIT Media Lab, un laboratoire de recherche du Massachusetts Institute of Technology dédié aux projets mêlant design, multimédia et technologie.
En 2013, Ito rencontre pour la première fois Jeffrey Epstein, un milliardaire féru de nouvelles technologies. Celui-ci souhaite faire un don au Media Lab d'un demi-million de dollars, qu'il accompagne d'un don de plus d'un million aux sociétés de capital risque que Ito contrôle personnellement. Conforté par les conseils de Nicholas Negroponte, ancien directeur du Lab, Ito accepte ce don - mais décide, en accord avec les autres dirigeants du laboratoire, d'en masquer la provenance. En effet, Epstein a été condamné dans une affaire sexuelle impliquant des mineurs en 2008, et son passé judiciaire ne permet pas aux instances dépendant du MIT de recevoir des fonds de sa part. Selon le New Yorker, le Lab aurait reçu un autre financement de la part d'Epstein en 2014, qui aurait été versé par Bill Gates au Lab ; en 2019, ce dernier réfute absolument avoir été impliqué dans une transaction de ce genre.
Ces nombreux versements de plusieurs millions de dollars sont révélés par l'hebdomadaire The New Yorker, l'année où éclate l'affaire Epstein. Ito est soumis à une fronde de la part de ses collaborateurs, et donne sa démission le 7 septembre 2019, accompagnant celle-ci de son départ des conseils d'administration de la fondation MacArthur, de la fondation Knight et du New York Times.